# Gabriel Davioud
Gabriel Jean Antoine Davioud (wym. [ɡabʁiɛl ʒan‿ ɑ̃twɑn davju]) (ur. 30 października 1823 w Paryżu, zm. 6 kwietnia 1881 tamże) – francuski architekt, projektant wielu paryskich budynków użyteczności publicznej.

## Życiorys
Ukończył École nationale supérieure des beaux-arts w Paryżu. W 1849 r. otrzymał nagrodę Prix de Rome. W 1878 r. został Oficerem Legii Honorowej.
Współpracował z Georges’em Haussmannem. Zaprojektował: budynki w Parc des Buttes Chaumont, fontannę św. Michała (1858–1860), Théâtre du Châtelet oraz Théâtre de la Ville na Place du Châtelet (1854), dom towarowy Magasins Réunis (1868–1874), ratusz 19. dzielnicy Paryża oraz Palais du Trocadéro (1878).